# Козеренко Володимир Сергійович
Володимир Сергійович Козеренко (5 серпня 1947, Одеса — 12 березня 2007, Київ) — український радянський футболіст та український тренер.

## Кар'єра гравця
Перший тренер — Ю. М. Лінда. Розпочав професійну кар'єру у складі «Автомобіліста» (Одеса), котрий виступав у класі «Б» чемпіонату СРСР. Потім перейшов у «Чорноморець», де грав у дублі у 1966 році. Через рік, після виступів у «Кривбасі» та дніпродзержинському «Прометеї» повернувся в одеський «Чорноморець», але знову грав за дубль. У 1969—1970 роках виступав у складі нікопольського «Трубника». 1971 року переїхав до Хмельницького, де грав протягом трьох сезонів у місцевому «Динамо», а в чемпіонаті СРСР 1976 року — в хмельницькій «Хвилі». Завершив кар'єру гравця у черкаському «Дніпрі».

## Тренерська кар'єра
Після закінчення ігрової кар'єри Володимир Сергійович зайнявся тренерською діяльністю. 1980 року став тренером хмельницького «Поділля». Цього ж року працював головним тренером нахічеванського «Аразу». З 1981 по 1984 року працював тренером у хмельницькому «Поділлі». В 1983 році з ДЮСШ «Поділля» виграв Спартакіаду СРСР среди школярів. У 1984 році був старшим тренером «Поділля» у другій лізі чемпіонату СРСР. У 1985—1986 роках працював тренером у тернопільській «Ниві». У 1987 році став начальником команди. З 1988 по 1991 працював начальником команди в хмельницькому «Поділлі». З 1992 по 1994 рік працював тренером тернопільської «Ниви». У 1993 році він ініціював запрошення на роль головного тренера «Ниви» Леоніда Буряка, з яким потім протягом декількох років успішно працював в одеському «Чорноморці». У 2002—2003 роках обидва фахівці працювали пліч-о-пліч у збірній України, а потім у київському «Динамо». Козеренку було присвоєно звання «заслужений тренер України» у 2006 році.
Помер у Києві. Похований в Одесі.